# مسورة احمد (الشعر)

تعديل مصدري - تعديل

مسورة احمد هي إحدى قرى عزلة الأ ملؤك بمديرية الشعر التابعة لمحافظة إب، بلغ تعداد سكانها 440 نسمة حسب تعداد اليمن لعام 2004.